# Осипенко (село, Севастополь)
Осипе́нко (укр. Осипенко, крымскотат. Osipenko, Осипенко) — село в Нахимовском районе города федерального значения Севастополя, входит в Качинский муниципальный округ (согласно административно-территориальному делению Украины — Качинского поссовета Нахимовского района Севастопольского горсовета).

## География
Село расположено на севере территории горсовета, на правой стороне качинской долины, в 1 км от берега Чёрного моря, высота центра села над уровнем моря 8 м. Находится в 4 км южнее пгт Кача и, примерно, в 18 км от Северной стороны Севастополя, ближайший населённый пункт — село Орловка, в полукилометре восточнее. Транспортное сообщение осуществляется по региональной автодороге 67К-14 «Севастополь — Кача» (по украинской классификации — Т-2707).

## Население
| 2001 | 2014 |
| ---- | ---- |
| 583  | ↘476 |

### Динамика численности
- 1989 год — 608 чел.[12]
- 1998 год — 593 чел.[13]
- 2001 год — 583 чел.
- 2009 год — 589 чел.[14]
- 2014 год — 476 чел.[15].

## Современное состояние
На 2018 год в Осипенко числится свыше 50 улиц и переулков. Площадь села — 300,03 гектара (на 2009 год, по данным поссовета, село занимало площадь 98,8 гектара на которой проживало 589 человек). Центральная усадьба совхоз-завода им. Полины Осипенко, откуда происходит название.

## История
Совхоз имени Полины Осипенко, из которого выросло село, был основан в 1940 году в составе Бахчисарайского района. После освобождения Крыма от фашистов, 12 августа 1944 года было принято постановление № ГОКО-6372с «О переселении колхозников в районы Крыма» по которому в район планировалось переселить 6000 колхозников и в сентябре 1944 года в район приехали первые новосёлы (2146 семей) из Орловской и Брянской областей РСФСР, а в начале 1950-х годов последовала вторая волна переселенцев из различных областей Украины. С 25 июня 1946 года совхоз в составе Крымской области РСФСР. 26 апреля 1954 года Крымская область была передана из состава РСФСР в состав УССР. На 15 июня 1960 года село Осипенко числилось в составе Тенистовского совета. 15 февраля 1965 года село передано в состав Севастопольского горсовета в Качинский поссовет. По данным переписи 1989 года в селе проживало 608 человек. На 1998 год численность населения составила 593 человека. С 21 марта 2014 года в составе Севастополя аннексировано Россией.